# Game Dev Tycoon
Game Dev Tycoon — компьютерная игра в жанре экономического симулятора, разработанная и изданная Greenheart Games. Действие игры начинается в 1980-х годах, когда только появляется игровая индустрия.

## Игровой процесс
Игрок начинает с того, что дает имя себе и своей будущей компании. Далее игрок может создавать свои игры, выбирая тематику игры, жанр, платформу и движок игры. Также на протяжении 30-42 лет будут выходить приставки от известных компаний. Sony в игре будет представлен как Vonny, Microsoft — как Micronoft, Nintendo называется Ninvento, Sega называется Vena и т. д.
Изначально игрок начинает разрабатывать игры у себя в гараже, но в скором времени может приобрести 2 новых офиса. В офисах игрок может нанимать других разработчиков игр и работать совместно с ними.
В процессе создания игры игрок распределяет время разработки каждого элемента (на первом этапе игрок выбирает между «движком», «геймплеем» и «сюжетом/квестами», на втором — между «диалогами», «дизайном уровней» и «искусственным интеллектом», а на третьем — между «дизайном мира», «графикой» и «звуком»). После завершения разработки игре присваивается рейтинг, от которого зависят будущие продажи.
В процессе игры у игрока накапливаются очки исследований, которые он может тратить на различные исследования (например — исследование новой игровой тематики) или на развитие навыков разработчиков. Чтобы использовать некоторые улучшения для различных элементов разработки, игрок может создать собственный игровой движок.
Ближе к концу игры (в самом последнем офисе) у игрока появляется возможность создать собственную игровую консоль и открыть лабораторию для исследований.

## Разработка
Игра была создана компанией Greenheart Games. При создании игры разработчики вдохновлялись японской игрой «Game Dev Story», изданной компанией «Kairosoft».

### Борьба разработчиков с пиратством
Разработчики Game Dev Tycoon решили провести необычный эксперимент и подшутить над теми, кто предпочитает скачивать пиратские версии игр.
«Через пару минут после того, как мы начали официальные продажи Game Dev Tycoon, мы сразу же выпустили в Сеть взломанную версию игры, которая является практически идентичной лицензионной версии с одним важным отличием».
Пользователей пиратской версии ждал неожиданный и малоприятный сюрприз — через некоторое время после успешного начала работ виртуальной студии она сталкивалась с огромным уровнем пиратства, который приводил к банкротству.
На форумах стали появляться слезные сообщения пиратов, которые просили у разработчиков и других игроков совета, спрашивая, можно ли как-то бороться с пиратством в игре, возможно, используя какие-то DRM-системы.

## Steam Greenlight
Сообщество Steam одобрило эту игру и дало ей зелёный свет. Релиз в Steam состоялся 29 августа 2013.

## Критика
| Сводный рейтинг       | Сводный рейтинг                       |
| Агрегатор             | Оценка                                |
| --------------------- | ------------------------------------- |
| GameRankings          | 67,70 %                               |
| Metacritic            | PC: 68/100 iOS: 89/100 Switch: 81/100 |
| Иноязычные издания    |                                       |
| Издание               | Оценка                                |
| Destructoid           | 5/10                                  |
| Eurogamer Germany     | 6/10                                  |
| Eurogamer Italy       | 7/10                                  |
| TouchArcade           | iOS:                                  |
| Русскоязычные издания |                                       |
| Издание               | Оценка                                |
| GameWay               | 7/10                                  |

Согласно сайту-агрегатору Metacritic игра получила «смешанные» отзывы на ПК и «в основном положительные отзывы» на iOS и Nintendo Switch.
Летом 2018 года, благодаря уязвимости в защите Steam Web API, стало известно, что точное количество пользователей сервиса Steam, которые играли в игру хотя бы один раз, составляет 1 696 896 человек.